# Врочиньщизна (гміна Домброва-Білостоцька)
Врочиньщизна (пол. Wroczyńszczyzna) — село в Польщі, у гміні Домброва-Білостоцька Сокульського повіту Підляського воєводства.
Населення — 86 осіб (2011).
У 1975-1998 роках село належало до Білостоцького воєводства.

## Демографія
Демографічна структура станом на 31 березня 2011 року:
|          | Загалом | Допрацездатний вік | Працездатний вік | Постпрацездатний вік |
| -------- | ------- | ------------------ | ---------------- | -------------------- |
| Чоловіки | 39      | 7                  | 27               | 5                    |
| Жінки    | 47      | 12                 | 23               | 12                   |
| Разом    | 86      | 19                 | 50               | 17                   |